# Гаренден
Гаренде́н (фр. Garindein) — коммуна во Франции, находится в регионе Аквитания. Департамент — Атлантические Пиренеи. Входит в состав кантона Монтань-Баск. Округ коммуны — Олорон-Сент-Мари.
Код INSEE коммуны — 64231.

## География

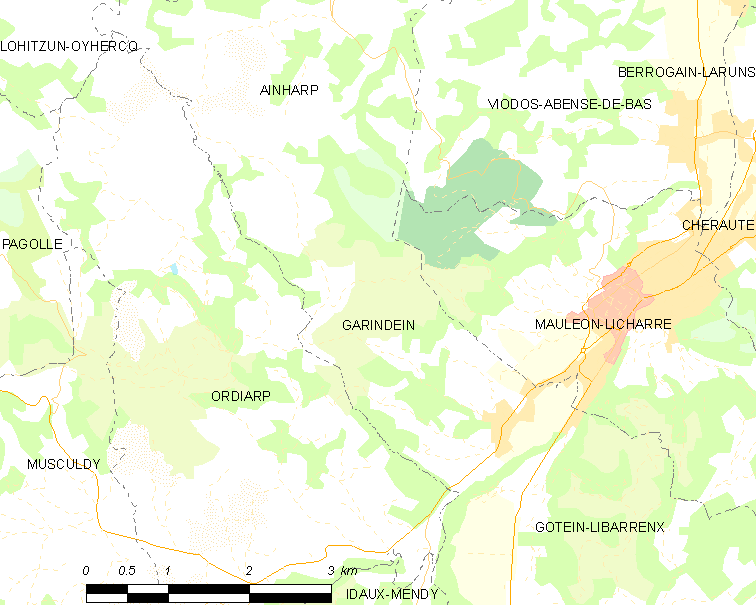
Карта коммуны

Коммуна расположена приблизительно в 680 км к югу от Парижа, в 185 км южнее Бордо, в 45 км к западу от По.
На юго-востоке коммуны протекает река Сезон.

### Климат
Климат тёплый океанический. Зима мягкая, средняя температура января — от +5°С до +13°С, температуры ниже −10 °C бывают редко. Снег выпадает около 15 дней в году с ноября по апрель. Максимальная температура летом порядка 20-30 °C, выше 35 °C бывает очень редко. Количество осадков высокое, порядка 1100 мм в год. Характерна безветренная погода, сильные ветры очень редки.

## Население
Население коммуны на 2010 год составляло 523 человека.
| 1962 | 1968 | 1975 | 1982 | 1990 | 1999 | 2010 |
| ---- | ---- | ---- | ---- | ---- | ---- | ---- |
| 434  | 475  | 594  | 648  | 598  | 525  | 523  |

## Администрация
| Период | Период | Фамилия         | Партия                                                    | Примечания                   |
| ------ | ------ | --------------- | --------------------------------------------------------- | ---------------------------- |
| 1995   | 2020   | Жан-Пьер Миранд | Союз за французскую демократию → Демократическое движение | генеральный советник кантона |

## Экономика
В 2010 году среди 302 человек трудоспособного возраста (15-64 лет) 233 были экономически активными, 69 — неактивными (показатель активности — 77,2 %, в 1999 году было 69,7 %). Из 233 активных жителей работали 223 человека (118 мужчин и 105 женщин), безработных было 10 (3 мужчин и 7 женщин). Среди 69 неактивных 17 человек были учениками или студентами, 42 — пенсионерами, 10 были неактивными по другим причинам.

## Достопримечательности
- Церковь Св. Винсента (XVII век)

## Фотогалерея

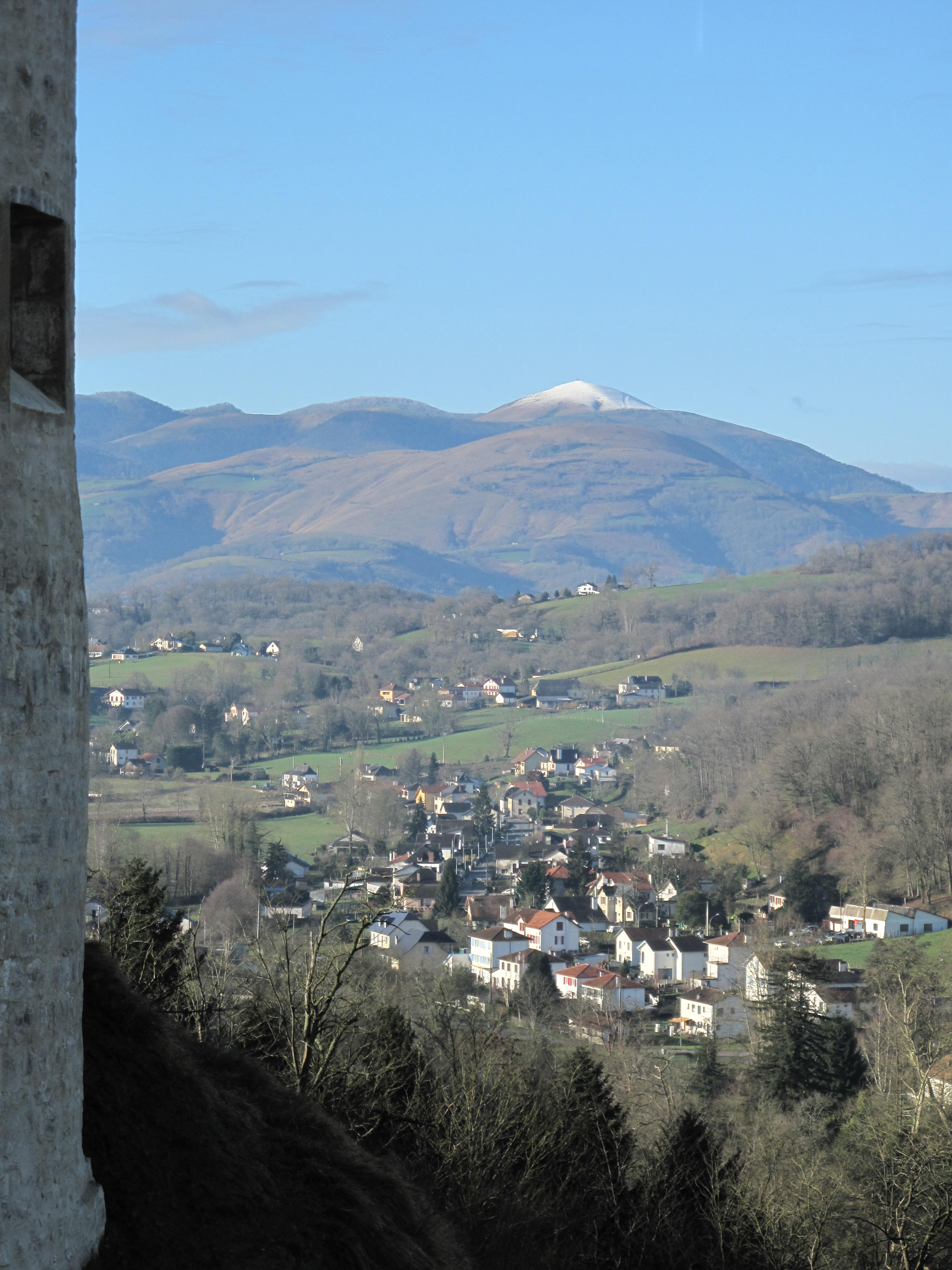
Гаренден (вид с замка Молеон)
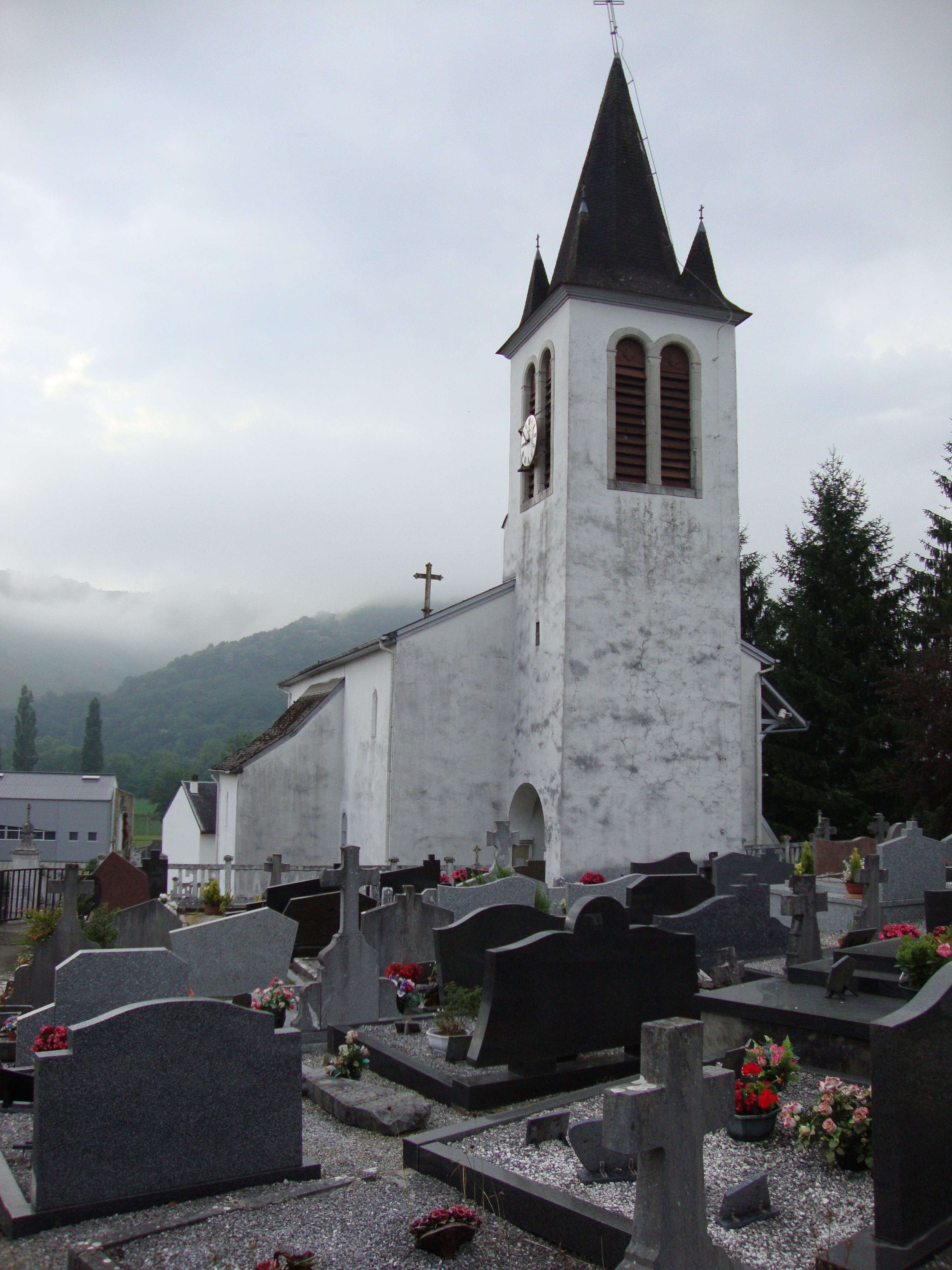
Церковь Св. Винсента
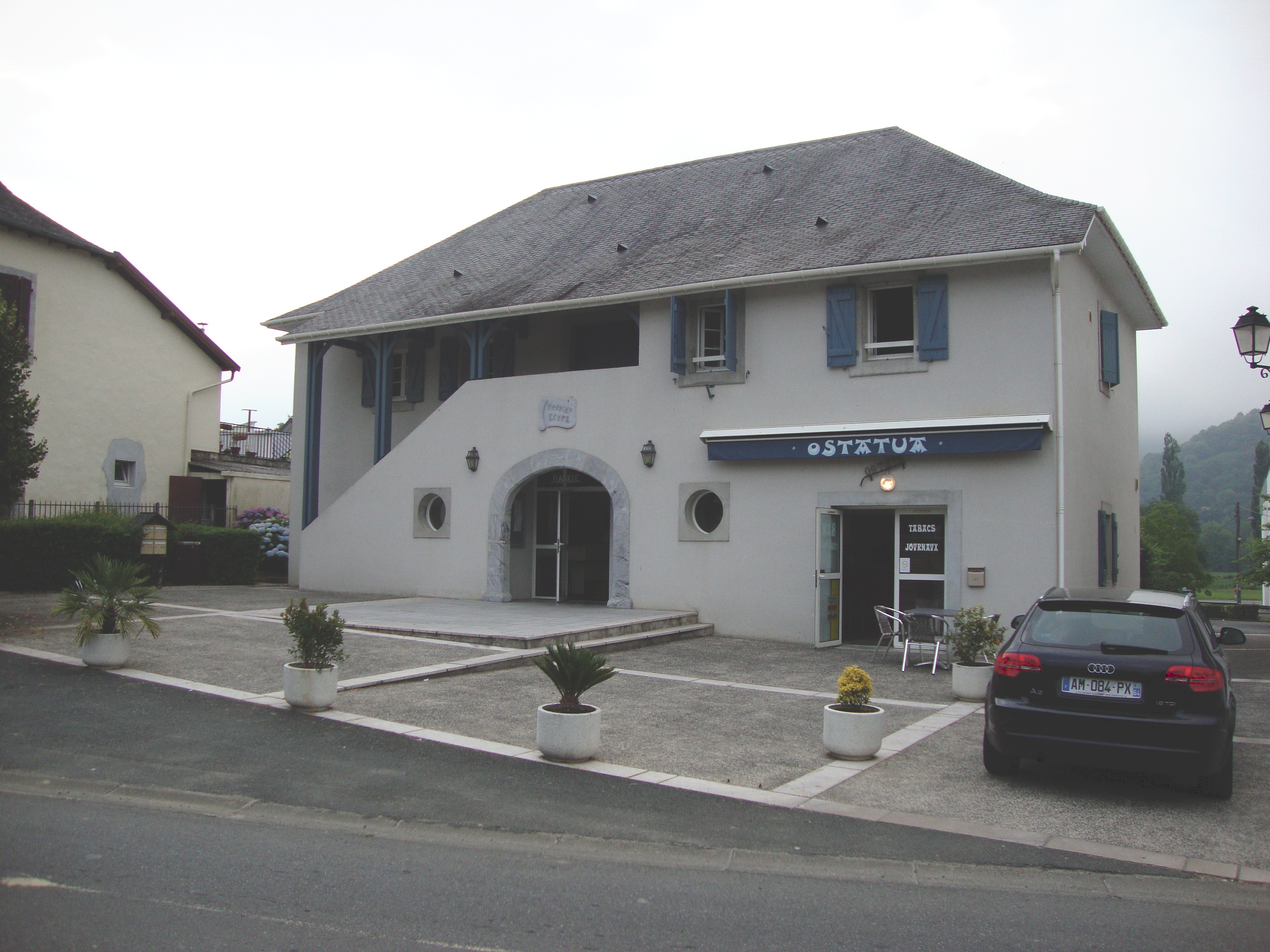
Мэрия
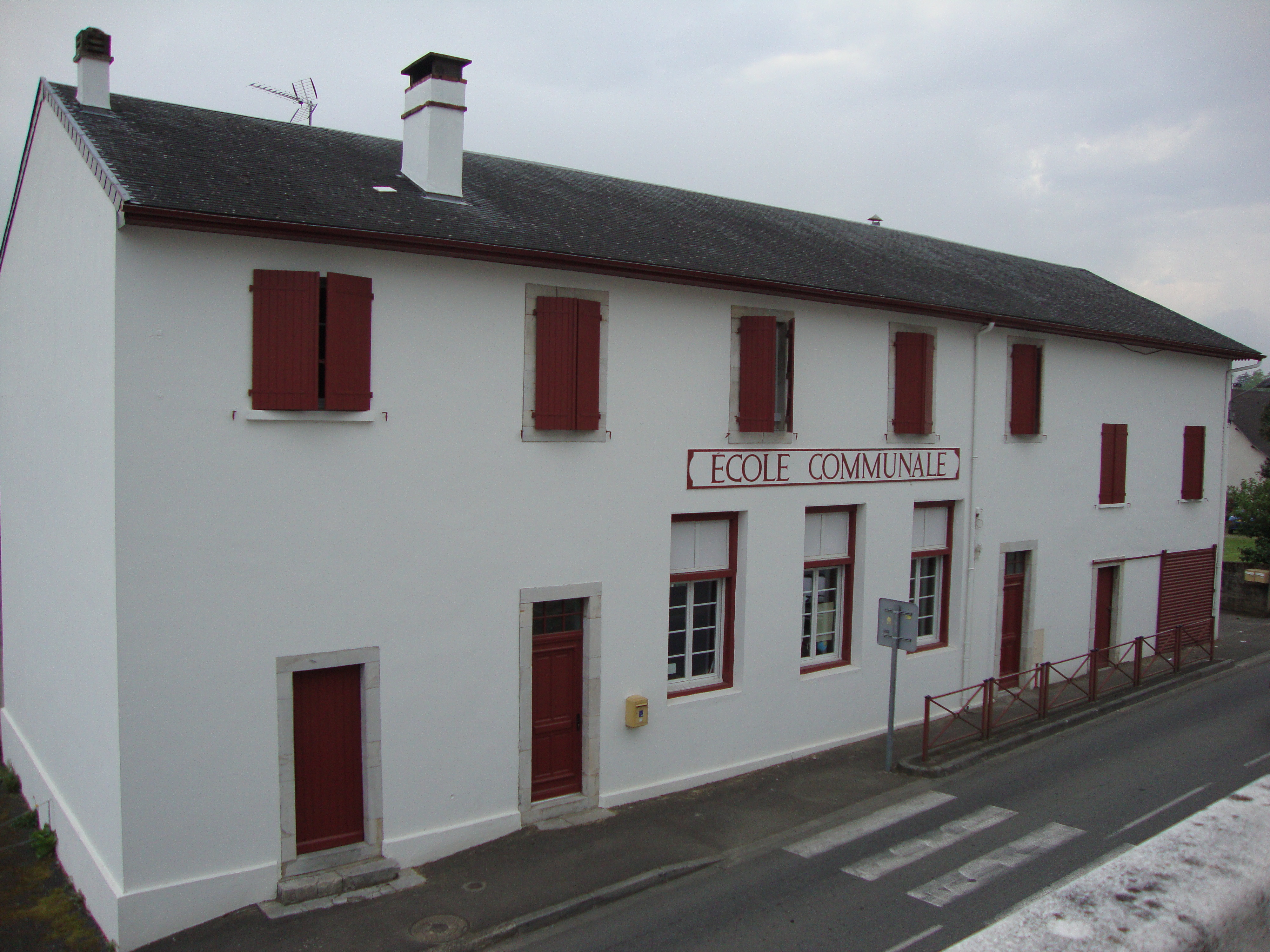
Школа